# Cięgło

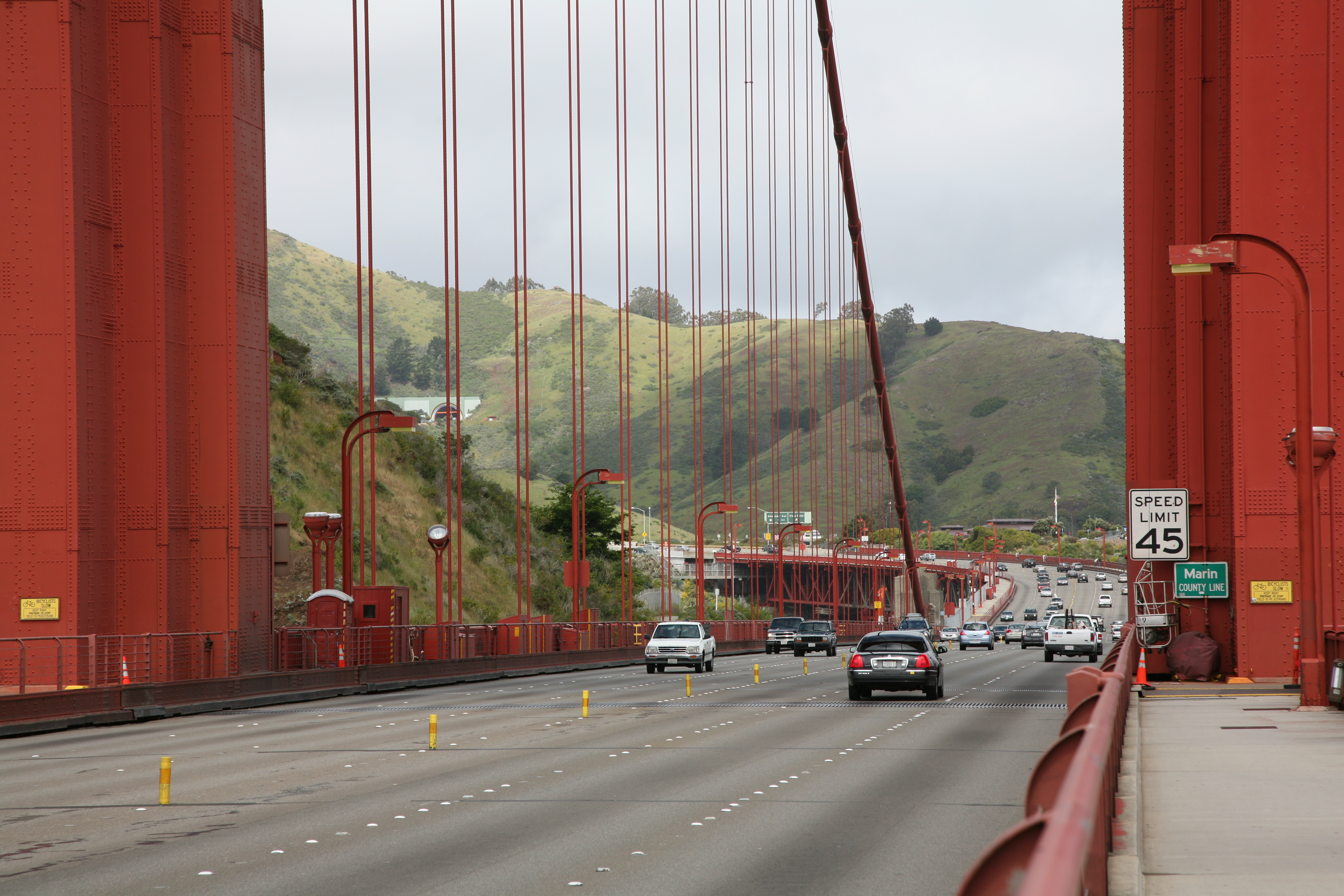
Cięgła (cięgna) mostu nad Golden Gate

Cięgło – sztywny element służący do przenoszenia głównie sił rozciągających.
W budownictwie cięgłami są elementy nośne w mostach i innych konstrukcjach wiszących, odciągi przy wysokich konstrukcjach (przede wszystkim masztach), wieszaki do podwieszenia rur instalacyjnych i drabinek do układania kabli i tym podobne.
Cięgła stosuje się także w sterowaniu hamulcami, sprzęgłami, gaźnikami, sterami wysokości i kierunku, klapami, zamkami i innymi urządzeniami.